# Scoppio respiratorio
Lo scoppio respiratorio o esplosione respiratoria (conosciuto anche come scoppio o esplosione ossidativa) è il processo in cui alcune cellule sono capaci di produrre e di liberare specie reattive dell'ossigeno, come i radicali superossido e perossido d'idrogeno. Si caratterizza per un aumento molto violento della domanda di ossigeno e del consumo di energia a livello cellulare, da cui il nome; è un meccanismo utilizzato frequentemente dalle cellule del sistema immunitario per produrre composti con capacità microbicida, come il perossido d'idrogeno e l'anione ipoclorito.

## Meccanismo basilare
Il meccanismo mediante il quale le cellule producono specie reattive dell'ossigeno implica l'azione di un enzima chiamato NAD(P)H ossidasi; tale enzima è in grado di impiegare l'NADPH come riducente per ridurre l'ossigeno libero (O2) a superossido, il quale si combina spontaneamente con altre molecole per produrre radicali liberi molto reattivi, tra i quali si trovano tra gli altri gli anioni idrossido, perossido, ipoclorito, ipoiodito e il monossido di azoto.
L'NAD(P)H ossidasi è un enzima multimerico formato da varie sottounità: gp91-phox, p22-phox, p40-phox, p47-phox, p67-phox, Rap 1A e Rac2; queste sottounità si trovano spesso distribuite nel citosol o unite alla membrana di granuli specifici. La gp91-phox e la p22-phox formano il complesso chiamato flavocitocromo b558 che si trova ancorato alla membrana, mentre la phox (dall'inglese phagocite oxidase) restanti e le proteine accessorie Rac2 (una GTPasa) e Rap (Ras-related protein 1A: proteina legata alla RAS) si trovano nel citoplasma. Quando una cellula si attiva iniziando lo scoppio respiratorio l'ossidasi si ancora sulla membrana dei fagosomi e comincia la sua attività. L'ossidasi estrae una coppia di elettroni dall'NADPH trasformandolo in NADP+ e li cattura in una catena di elettroni che ha come nucleo il  flavocitocromo b(in concreto due gruppi eme e una FAD della gp91), fino a scaricarli su una molecola di ossigeno per formare il superossido. La reazione può riassumersi in:
{\displaystyle \mathrm {NADPH+2O_{2}\to 2O_{2}^{-}+NADP^{+}+H^{+}} }
Questo meccanismo causa un aumento del consumo di ossigeno e di energia da parte della cellula e provoca un rapido aumento della concentrazione di protoni che è catturata dalla componente gp91-phox che agisce anche come canale dei protoni.

## Funzione immune
Le cellule fagocitiche come i neutrofili, i monociti, i macrofagi e gli eosinofili distruggono i microorganismi fagocitati producendo il fagolisosoma, un tipo speciale di fagosoma dove sono rinchiusi e distrutti per mezzo di composti per essi tossici. Questi composti si producono attraverso due vie, una indipendente dall'ossigeno (per es. lisozima e lattoferrina) e un'altra dipendente dall'ossigeno, nella quale si producono le specie reattive di quest'ultimo.
Il termine esplosione respiratoria si utilizza solitamente per designare la liberazione di queste specie reattive dell'ossigeno da parte delle cellulue fagocitiche del sistema immune, come ad esempio neutrofili e monociti quando entrano in contatto con tipi differenti di batteri o funghi. L'esplosione respiratoria gioca in ruolo molto importante nel sistema immune, è una reazione cruciale che avviene nei fagociti dove è utilizzata per uccidere e degradare i microrganismi fagocitati. Le cellule fagocitiche del sistema immune utilizzano l'NADPH per ridurre O2 a radicale superossido: il superossido ottenuto è poi attaccato dall'enzima superossido dismutasi per formare il perossido d'idrogeno, il quale a sua volta serve da substrato all'enzima perossidasi per ossidare Cl-, Br- e I- a ipoclorito, ipobromito e ipoiodito, composti estremamente  tossici per i microrganismi. Il perossido di idrogeno può inoltre partecipare alla reazione di Haber-Weiss, catalizzata da cationi, per formare il radicale idrossile.
Lo scoppio respiratorio nelle cellule fagocitiche è tanto potente e violento che la maggior parte delle volte causa la morte della cellula per consumo degli equivalenti di riduzione, per la formazione di radicali liberi e per squilibri nei potenziali dell'idrogeno.

## Altre funzioni
L'NAD(P)H ossidasi è l'enzima che favorisce la dilatazione arteriosa dipendente dagli ossidi di azoto. Il superossido reagisce con il monossido di azoto prodotto dall'enzima NO sintasi (ossido nitrico sintasi) a partire dall'amminoacido L-arginina, dando come risultato la formazione di perossinitrito, il che riduce la quantità di monissido dia zoto biologicamente attivo necessaria per dilatare l'arteria.
L'esplosione respiratoria si produce anche nello zigote degli animali superiori dopo che l'ovulo è stato fertilizzato e può essere prodotta anche da alcune cellule vegetali.
Si è suggerito che l'attivazione dell'NAD(P) ossidasi dipende da una previa attivazione di una protein-chinasi C.

## Patologie associate
Molti stimoli vascolari, compresi quelli che si sa favoriscono l'insulinoresistenza (resistenza all'insulina), attivano l'NAD(P)H ossidasi attraverso un meccanismo complesso che include l'aumento dell'attivazione dei geni e complessi meccanismi di attivazione enzimatica.
L'anione superossido, il perossinitrito e altre specie reattive dell'ossigeno, esplicano un ruolo patogenico mediato dalla perossidazione di proteine e lipidi, e per mezzo dell'attivazione di cascate di segnalizzazione redox sensibili.
L'assenza o perdita di funzione dell'NAD(P)H ossidasi evita la formazione di specie reattive dell'ossigeno e ciò dà come risultato una patologia conosciuta come malattia granulomatosa cronica, la quale si caratterizza per infezioni ricorrenti e per la formazione di granulomi là dove le cellule non sono in grado di uccidere l'agente infettivo.